# Absenker
Als Absenker werden Sprosse von Pflanzen bezeichnet, die als Ausläufer in einiger Entfernung zur Wurzel der Pflanze mit einem geeigneten Substrat dauerhaft in Kontakt kommen und an dieser Kontaktstelle Wurzeln bilden, wodurch eine selbständige, aber genetisch identische Pflanze entstehen kann. Die Bildung selbständiger Pflanzen aus Absenkern ist eine Form der vegetativen Vermehrung. Die physiologische Trennung zwischen Absenker und Mutterpflanze ist nicht zwingend, kommt aber häufig vor. Nach der physiologischen Unterbrechung der Verbindung stirbt die Verbindung selbst meist ab. Physikalisch kann die Verbindung je nach ihrer Beschaffenheit und den Umgebungsbedingungen noch über eine längere Zeit bestehen. Voraussetzung für die Bildung von Absenkern ist die Fähigkeit der Pflanze zur Blastochorie sowie die wuchsbedingte Möglichkeit, dass Sprosse mit einem geeigneten Substrat dauerhaft in Kontakt kommen können. Im Gegensatz zu Kindeln und Brutknospen sind Absenker keine speziell für die vegetative Vermehrung gebildeten Pflanzenteile. Stecklinge sind Pflanzenteile, die ohne Bindung an ihre Mutterpflanze eine selbständige Pflanze bilden können.

## Absenkerbildung in der Natur
Viele krautige Pflanzen und Halbsträucher, deren Sprosse eher waagerecht als senkrecht wachsen, bilden bei entsprechenden Umgebungsbedingungen Absenker und bilden dadurch oft dichte Bestände. Pflanzen, deren Sprosse mehr senkrecht wachsen, können nicht ohne Weiteres Absenker bilden. Eine Möglichkeit dazu besteht darin, dass die Sprossen bei Überschreiten einer bestimmten Länge durch ihr Eigengewicht wieder Richtung Boden gedrückt werden und diesen schließlich berühren. Verschiedene Baumarten überleben an den Grenzen ihrer Verbreitungsgebiete, an denen eine generative Vermehrung nur wenig erfolgreich ist, mit dieser Technik.
Eine andere Möglichkeit, die vor allem bei Bäumen auftritt, besteht darin, dass ein Ast durch äußere Krafteinwirkung anbricht und sich dadurch bis zur Bodenberührung absenkt, wobei die Versorgung durch den Mutterbaum nicht vollständig unterbrochen wird. Auch nach der physiologischen Trennung des sich vollständig selbst versorgenden Absenkers vom Mutterbaum bleibt die physikalische Verbindung zwischen Mutterbaum und Absenker oft über Jahre oder Jahrzehnte bestehen.

## Absenkerbildung durch den Menschen

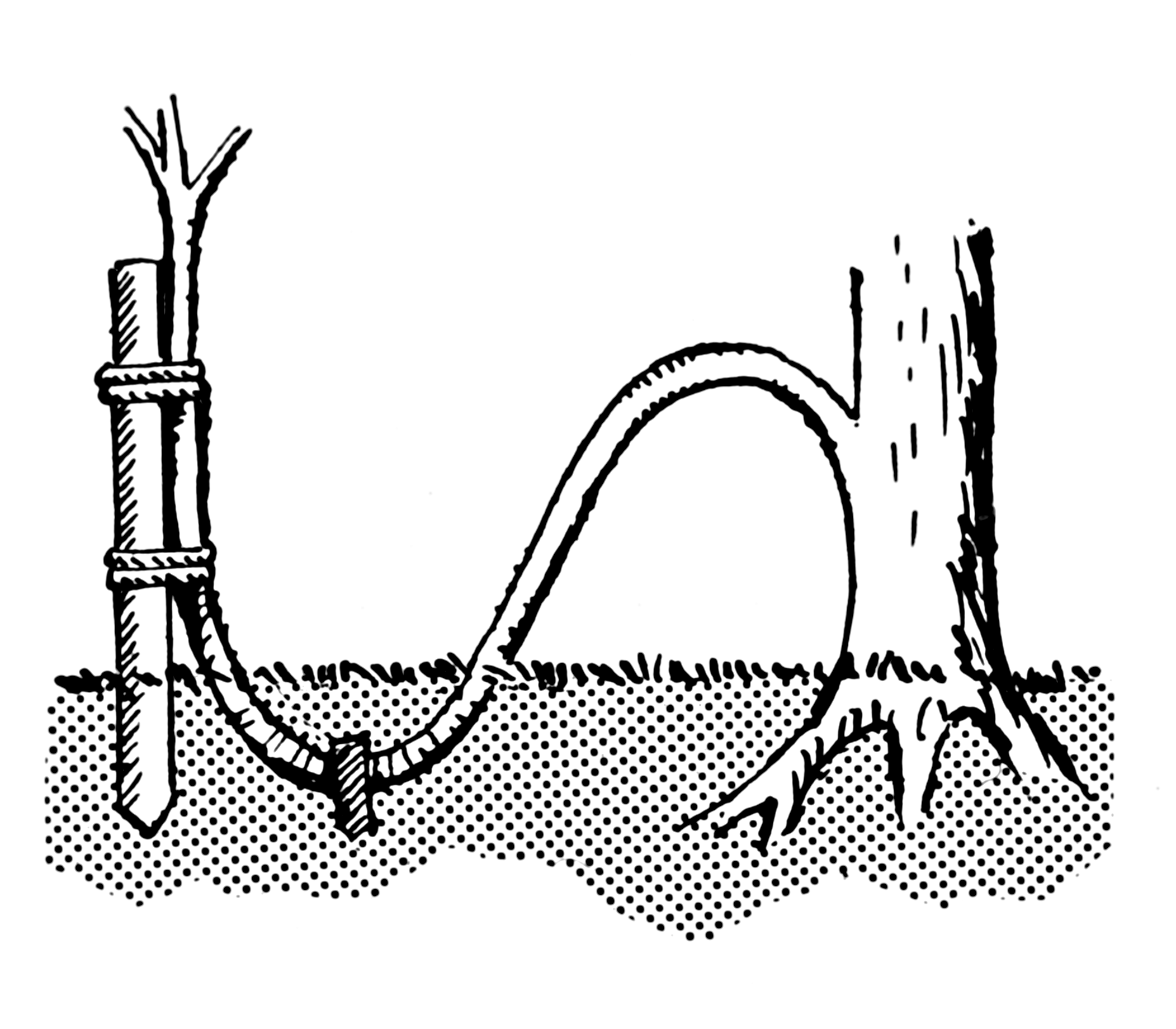
Absenker (links) eines Baumes

Für die Absenkerbildung zur vegetativen Vermehrung (Marcottage) werden meist junge Sprosse von Pflanzen, die grundsätzlich zur Wurzelbildung fähig sind, genutzt. Der Spross wird in eine Erdrille gebogen und dort fixiert. Anschließend wird er soweit mit Erde bedeckt, dass das Sprossende herausschaut. Nach der Bewurzelung wird der Spross von der Mutterpflanze getrennt, wodurch eine zweite, selbstständige Pflanze entsteht. Die Methode eignet sich, wenn nur wenige Jungpflanzen erzeugt werden sollen. Grundvoraussetzung für die Methode sind entweder dicht über dem Boden verlaufende Sprosse oder eine ausreichende Biegsamkeit der Sprosse. Sträucher, deren Sprosse sich nicht bis auf den Boden biegen lassen, können durch Anhäufeln vermehrt werden. Dabei wird um die Sprosse ein Erdhaufen geschüttet, der gegen Abrutschen und Austrocknen gesichert wird. In dem feuchten Erdhaufen bildet die Sprosse neue Wurzeln. Nach einigen Wochen wird die bewurzelte Sprosse abgeschnitten und separat eingepflanzt. Die Mutterpflanze wird bei dieser Vermehrungsart zwangsläufig auf den Stock gesetzt, was bei Sträuchern aber normalerweise unproblematisch ist.
Eine ähnliche Vermehrungsart ist das Ablegerverfahren. Hierbei wird ein junger Spross über eine größere Länge in eine Erdrinne gelegt und fixiert. Mit der Zeit bilden sich an der Oberseite des abgelegten Sprosses neue Sprosse. Die Erdrinne wird entweder gleich nach Ablegen des Sprosses oder erst nach der Ausbildung der neuen Sprosse mit Erde gefüllt. Nach dem Auffüllen mit Erde bilden sich an der Basis der neuen Sprosse jeweils Wurzeln aus. Nach erfolgter Bewurzelung werden die neuen Sprosse einzeln abgetrennt, wodurch selbstständige Pflanzen entstehen. Diese Methode eignet sich zur Erzeugung einer größeren Zahl Jungpflanzen. Voraussetzung für diese Methode sind entsprechend lange und biegsame Sprosse. Wichtig ist, dass der Spross waagrecht fixiert wird, da sonst vor allem an der höchsten Stelle neue Sprosse entstehen würden (Gesetz der Oberseitenförderung).
Bei Pflanzen, die bestimmte Eigenschaften nicht weitervererben, ist Absenker- oder Ablegerbildung häufig die einzige Möglichkeit der Vermehrung in der Pflanzenzucht.
In der Vergangenheit wurden Absenker bei der Anlage von undurchdringlichen Hecken zur Grenzbefestigung, sogenannten Knicks (auch: Gebücke), genutzt, indem z. B. Rotbuchen oder Hainbuchen durch Herabbiegen („Bücken“) der Äste zur Absenkerbildung gezwungen wurden. Dadurch wurden die Wehr-Hecken der mittelalterlichen Landwehren stabilisiert. Dornensträucher wie Schlehdorn, Hagedorn und Heckenrose erschwerten das Überwinden der Wehr-Hecken zusätzlich. Im 18. und vor allem im 19. Jahrhundert wurde das Absenkverfahren häufig auch mit dem Ziel der Brennholzgewinnung angewendet. Entsprechende Niederwaldbestände können – heute längst durchgewachsen – aufgrund ihres Reichtums an Habitatstrukturen naturschutzfachlich wertvolle Lebensräume darstellen.